# Miccolamia relucens
Miccolamia relucens là một loài bọ cánh cứng trong họ Cerambycidae.